# Ekosystemtjänster
Ekosystemtjänster är de funktioner hos ekosystem som gynnar människor, det vill säga upprätthåller eller förbättrar människors välmående och livsvillkor. Dessa tjänster produceras av ekosystemen och är alltså gratis. Exempel på ekosystemtjänster är pollinering (som utförs av pollinerande insekter eller andra djur), skydd mot naturkatastrofer som översvämningar och jordskred, vattenrening via till exempel våtmarker eller musslor, skadedjursbekämpning (som utförs av naturliga fiender, kan vara både insekter, svampar, bakterier och virus), grönytor för rekreation, reducering av partikelhalter och växthusgaser samt bildandet av bördig jord.

## Historia
Medan idén om att människan är beroende av jordens ekosystemstjänster är uråldrig så användes termen "naturkapital" först av E.F. Schumacher 1973 i hans bok Small Is Beautiful  Erkännandet av hur ekosystemen kunde ge mer komplexa tjänster till mänskligheten går tillbaka till åtminstone Platon (cirka 400 f.Kr.) som förstod att avskogning kunde leda till jorderosion och uttorkande vattenkällor. Moderna idéer om ekosystemtjänster började förmodligen med Marsh 1864 när han utmanade idén om att jordens naturliga resurser är ändlösa genom att poängtera förändringar i markbördigheten i Medelhavet. Det var inte förrän i slutet av 1940-talet som tre huvudförfattare - Henry Fairfield Osborn, Jr, William Vogt och Aldo Leopold  - främjade erkännandet av människans beroende av miljön. 
1956 fäste Paul Sears uppmärksamheten vid ekosystemets avgörande betydelse i bearbetning av avfall och återvinning näringsämnen. 1970 uppmärksammade Paul Ehrlich och Rosa Weigert "ekologiska system" i sin lärobok om miljövetenskap som "det mest subtila och farliga hot mot människans existens ... potentiell förstörelse, genom människans egen verksamhet, av dessa ekologiska system varpå själva existensen av den mänskliga arten beror ".
Termen "miljötjänster " användes först 1970 i en rapport i Study of Critical Environmental Problems , som noterade tjänster, inklusive insektspollinering, fiske, klimatreglering och skydd mot översvämningar. Under de följande åren har varianter av samma term använts, men så småningom blev "ekosystemtjänster " standardtermen i den vetenskapliga litteraturen.
Konceptet ekosystemtjänster har fortsatt att utvidgas och inkluderar socioekonomiska och konservativa mål, vilka diskuteras nedan. En historia om koncept och terminologi av ekosystemtjänster från 1997 finns i Dailys bok "Nature’s Services: Societal Dependence on Natural Ecosystems".

## De fyra kategorierna (tjänsterna)
Det internationella forskningsprogrammet Millennium Ecosystem Assessment (MA) publicerade en rapport 2005 som delade upp ekosystemtjänster i fyra kategorier . De fyra beskrivs kortfattat nedanför:
- Supporting services (stödjande tjänster): Ekosystemtjänster som är nödvändiga för produktionen av alla andra ekosystemtjänster. Bland dessa inkluderas näringscykler, vattencykler, fotosyntes och jordmånsbildning. Dessa ger förutsättningar för ekosystemet att förse oss med tjänster så som proviant och vattenrening.

- Provisioning (försörjningstjänster): Produkter eller funktioner direkt erhållna från ekosystemet. Dessa är bland annat organiskt material så som ved och virke, foder, gödsel, vatten, mineraler och energi från exempelvis vattenkraft och biobränslen.

- Regulating (reglerande tjänster): Förmåner som erhållits från regleringen av ekosystemtjänster. Bland annat kolupptagning, klimatreglering, nedbrytning av avfall, rening av vatten och luft samt sjukdomshantering.

- Cultural (kulturella tjänster): Innehåller de delar av ekosystemet som används för andlig anrikning, kognitiv utveckling, reflektion, rekreation och estetiska upplevelser. Det pågår en diskussion om hur begreppet kan definieras utförligare och mer konkret. Ett tillvägagångssätt är att beskriva ett landskaps estetik, kulturarv, friluftsliv och andlig betydelse för att utvärdera ekosystemtjänsternas betydelse enligt Daniel et al. [12]

## Definition
Definitionen för ekosystemtjänster är “Ekosystemens direkta och indirekta bidrag till människors välbefinnande” enligt The Economics of Ecosystems and Biodiversity (TEEB) 

## Ekonomi
Då det ej finns en direkt marknad för den tjänst ett ekosystem gör för människan så måste mer indirekta sätt att mäta ekonomiskt värde användas. Det finns sex olika metoder för att värdera ekosystemtjänster när marknadsvärdet inte stämmer överens med det sociala värdet och dessa är:
- Undviken kostnad: Tjänster som möjliggör för samhället att undvika kostnader som hade uppstått om tjänsten inte funnits. Till exempel översvämningar som undviks av våtmarker.
- Ersättande kostnad: Tjänster som kan ersättas av system byggda av människan. Till exempel naturligt avfall som antingen kan renas av naturen eller av mänskliga system.
- Faktorinkomster: Tjänster som möjliggör en förbättrad inkomst. Till exempel att bra vattenkvalitet förbättrar fiskares inkomster.
- Resekostnad: Ekosystem kan locka besökare, vars resa bör ha samma ekonomiska värde som ekosystemet.
- Hedonisk prissättning: Ekosystemet värde kan återspeglas i det pris människor är villiga att betala för varor kopplade till det. Till exempel huspriser som är högre i områden med vacker natur.
- Kontingentvärdering: En tjänst värderas på den basis av vad samhället skulle betala för eventuella varor relaterade till ekosystemet. Till exempel vad samhället skulle vara villigt att betala för en ökad fiskfångst.

## Ekologi
Ekologi beskriver hur organismer och dess miljö interagerar med varandra och kännedomen om detta är fundamentalt för att förstå ekosystemtjänster. Detta samspel mellan organismer och dess omgivning varierar kraftigt i komplexitet och tidslängd. Detta spann av möjliga ekosystem och dess potentiella tjänster utgör en utmaning när interaktionen ekologin skall studeras. (Kremen 2005) För att studera ekosystemtjänster har ett tillvägagångssätt tagits fram som består av följande steg:
- Identifiera leverantörerna av ekosystemtjänsterna (EPS)- arten eller populationen som tillhandahåller ekosystemtjänster.
- Bestäm hur aspekter gällande populationens utformning i sin naturliga miljö påverkar dess funktion.
- Uppskatta essentiella abiotiska faktorer som påverkar tillhandahållandet av tjänster.
- Mät på den temporära och långvariga tidsskalan för vilken ekosystemtjänsten verkar.

Utöver detta har ett nytt sätt tillkommit för att uppskatta hur viktig en art är genom att kvantifiera dess vitalitet i form av effektivitet och överflöd. Genom att göra detta går det att få fram indikationer på hur en art reagerar på förändringar i dess miljö och kan användas för att hitta arter som är extra viktiga vad gäller tillhandahållandet av ekosystemtjänster. Detta tillvägagångssätt har fått kritik då den missar komplexiteten i interaktionen i ekosystem men i kombinationen med den tidigare metoden ger den en bra bild av hur väl en art motstår förändringar i sin miljö.